# Terror über Colorado
Terror über Colorado (Originaltitel: The Savage Horde) ist ein US-amerikanischer Western aus dem Jahr 1950 von Joseph Kane mit Bill Elliott und Adrian Booth in den Hauptrollen. Der Film wurde von Republic Pictures produziert.

## Handlung
In Utah wird der bekannte Revolvermann John Baker, genannt Ringo, wegen Mordes an einem Offizier der US Army gesucht. Immer wieder gelingt es ihm, sich der verfolgenden Kavallerieeinheit unter Colonel Price entziehen. Als Price erkennt, dass Ringo nach Norden entkommen will, sendet er Lieutenant Mike Baker, Ringos Bruder, aus, den Flüchtigen abzufangen. In einem abgelegenen Canyon kann Mike Ringo stellen. Ringo verpasst seinem Bruder einen Streifschuss, bittet um Verzeihung und flieht.
Auf seiner Reise begegnet Ringo dem Rancher Glenn Larrabee, der mit seinem Helfer Stuart unterwegs ist. Sie werden Zeuge, wie der Fuhrmann Sam Jeffries von Dancer, Fergus und Polk, zwielichtigen Gestalten in Diensten des Großgrundbesitzers Wade Proctor, bedrängt wird und kommen ihm zur Hilfe. Proctor selber erscheint, begleitet von Richter Cole. Cole beschuldigt Jeffries, einen Weg über Coles Ländereien ohne Genehmigung genommen zu haben. Glenn protestiert und wird von Fergus niedergeschlagen. Ringo, der sich als Steve McKay vorstellt, schlägt im Gegenzug Fergus k.o. Proctor ist beeindruckt und bietet ihm einen Job an, den Ringo aber ablehnt. Auch Glenns Stellenangebot lehnt er ab. Glenn erklärt ihm, dass Proctor die Rancher zwingt, ihm das Vieh zu Spottpreisen zu verkaufen.
Ringo reitet weiter in die Stadt Gunlock, wo er hofft, mit seiner ehemaligen Freundin, der Witwe Livvy Weston, zusammenzukommen. Er versichert ihr, dass er den Offizier in Notwehr getötet habe. Als er vorschlägt, zusammen nach Kanada zu gehen, eröffnet Livvy ihm, dass sie in einer Beziehung sei. Es stellt sich heraus, dass Livvy mit Proctor zusammen ist. Nun ändert Ringo seine Meinung und nimmt Glenns Angebot an. Für Sam, der sich zur Ruhe setzen will, wird ein Fest gegeben, auf dem Ringo mit Livvy tanzt, was Proctor eifersüchtig werden lässt. Proctor beschuldigt Sam des Betruges, da er seine Rinder an Glenn und Ringo zu einem besseren Preis verkauft hat. Dancer fordert Glenn zu einem Duell. Das Duell wird von dem reisenden Waffenschmied Buck Yallop unterbrochen.
Ringo schlägt den Ranchern als Schutz vor Proctor vor, die Herden zusammenzulegen. Proctor rechtfertigt sich vor Livvy. Er handele innerhalb der gesetzlichen Grenzen. Es sei sein Recht, seine Rinder auf freiem Land grasen zu lassen. Um seine Position zu unterstützen, lässt er Richter Cole eine Erklärung aufsetzen, die ihm das freie Land zum Besitz macht.
Glenn und Stuart lagern bei einem Viehtrieb und werden von Dancer, Fergus und Polk angegangen. Zwischen Dancer und Stuart kommt es zu einer Schießerei, die Stuart verliert, zur gleichen Zeit bringen Fergus und Polk die Rinder zu einer Stampede. Außer sich vor Wut sucht Glenn den Richter auf, dessen Tochter Louise seine Verlobte ist. Glenn macht ihm Vorwürfe, dass er Proctors Machenschaften deckt und mitschuldig an Stuarts Tod ist. Der Richter, der sich für seine Feigheit schämt, macht einen Aushang, auf dem die Erklärung über das freie Land für nichtig erklärt wird. Proctors Männer greifen den Richter an, Proctor verkündet, dass die ursprüngliche Erklärung rechtens sei.
Richter Cole bittet Ringo, ein Treffen mit den Ranchern zu organisieren. Als Ringo mit Glenn in Gunlock einreitet, erfährt er von Livvy, dass die Kavallerie in der Stadt ist. Mike sieht seinen Bruder und willigt ein, ihm einen Vorsprung zu geben. Proctor hört das Gespräch mit und erfährt so Ringos echten Namen. Er lässt seine Männer Ringo gefangen nehmen. Glenn und der Richter sprechen mit Colonel Price über die Streitigkeiten mit Proctor, als dieser mit dem gefangenen Ringo erscheint. Er beschuldigt Ringo, die Rancher aufgewiegelt zu haben. Der Colonel glaubt die Version und befiehlt seiner Truppe den Abzug mit Ringo als Gefangenem.
Sobald die Soldaten aus der Stadt sind, bringt Dancer Glenn, der sich betrunken hat, zu einem Duell. Livvy und Louise, betroffen von Proctors Desinteresse, den Kampf zu verbieten, stoppen das Duell rechtzeitig. Livvy erkennt nun Proctors wahres Wesen und bezeichnet ihn als Mörder. Verärgert befiehlt er, das Gefängnis, in das Glenn gebracht wurde, zu stürmen. Louise kann die Rancher alarmieren, die in die Stadt reiten und Proctors Männer angreifen. Mitten im Kampf erscheint Ringo, der den Soldaten entkommen konnte. Mit einer von Yallop angefertigten Waffe tötet er Dancer und Fergus. Proctor wurde angeschossen und bricht zusammen. Colonel Price kommt mit seiner Einheit an. Ringo, ermuntert von Livvy, stellt sich freiwillig.

## Produktion

### Hintergrund
Gedreht wurde der Film im Red Rock Canyon sowie in den Republic-Studios in North Hollywood. Das Drehbuch beruht auf einer Erzählung von Thames Williamson und Gerald Geraghty.

### Stab
John McCarthy Jr. und George Milo waren für das Szenenbild zuständig, Adele Palmer für die Kostüme. die Spezialeffekte stammten von den Brüdern Theodore und Howard Lydecker.

### Besetzung
In einer kleinen nicht im Abspann erwähnten Nebenrolle trat Bud Osborne auf.

### Musik
Der Country-Musiker Stuart Hamblen schrieb die im Film gespielten Songs Sheepskin Corn und Ride an Old Paint, Lead an Old Bald.

## Synchronisation
Die deutsche Synchronfassung entstand im Auftrag der Elite Film Franz Schröder GmbH.
| Rolle            | Schauspieler       | Deutscher Synchronsprecher |
| ---------------- | ------------------ | -------------------------- |
| John Baker/Ringo | Bill Elliott       | Axel Monjé                 |
| Livvy Weston     | Adrian Booth       | Elisabeth Ried             |
| Wade Proctor     | Grant Withers      | Siegfried Schürenberg      |
| Louise Cole      | Barbra Fuller      | Bettina Schön              |
| Glenn Larrabee   | Noah Beery jr.     | Peter Petersz              |
| Dancer           | Bob Steele         | Ernst Schröder             |
| Col. Price       | Douglass Dumbrille | Alfred Haase               |
| Richter Cole     | Will Wright        | Alfred Balthoff            |
| Fergus           | Roy Barcroft       | Manfred Meurer             |

## Veröffentlichung
Die Premiere des Films fand am 22. Mai 1950 statt. In der Bundesrepublik Deutschland kam er am 15. Februar 1952 in die Kinos.

## Kritiken
Das Lexikon des internationalen Films schrieb: „Nach Schablone gefertigter Western um einen Weidekrieg.“
Der Kritiker des TV Guide sah einen redseligen Western.